# Hôtel de ville de Laroquebrou
L'hôtel de ville de Laroquebrou est un hôtel de ville situé en France sur la commune de Laroquebrou, en région Auvergne-Rhône-Alpes.

## Historique
Il s'agit d'une maison du XIVe siècle organisée autour d'une cour intérieure, mêlant architecture gothique et décorations du XVIIIe siècle, avec portail sculpté, galerie en bois et éléments anciens conservés comme un heurtoir médiéval.

### Protection
Le portail d'entrée et la grande salle avec son décor de boiseries au premier étage sont inscrits au titre des monuments historiques par arrêté du 31 juillet 1979.